# Отештиј де Сус (Олт)
Отештиј де Сус (рум. Oteștii de Sus) насеље је у Румунији у округу Олт у општини Кунгреа. Oпштина се налази на надморској висини од 237 m.

## Становништво
Према подацима из 2002. године у насељу је живело 312 становника, од којих су сви румунске националности.